# Junko Noda
Junko Noda 野田 順子 (Noda Junko?) (Osaka, 29 giugno 1971) è una doppiatrice giapponese. Noda in passato era affiliata con la Aoni Production. Inoltre, Junko Noda fa parte delle  Hinata Girls, ed è principalmente conosciuta per le serie anime Love Hina e One Piece.
Nel 2005, Noda ha cantato in un EP intitolato Ready! insieme al chitarrista Jun Senoue. Il progetto è chiamato JxJ (Jun x Junko) ed è disponibile esclusivamente in Giappone.

## Ruoli interpretati

### Anime
- Tatsuki Arisawa, Shun'ō - Bleach
- Takano Mizuki - Boys Be... (2000)
- Milly - Daphne in the Brilliant Blue (2004)
- Eisuke Hondō - Detective Conan (2006)
- Tamako Harakawa - Dennō Coil
- Zakuro Fujiwara, Masha - Tokyo Mew Mew (2002)
- Hariham Harry (da criceto) - HUGtto! Pretty Cure (2018)
- Veemon - Digimon 02
- Magnamon - Digital Monster X-Evolution
- Saichou - Flame of Recca
- Nanaho Kinjo - Gokujo Seitokai (2005)
- Miyabi Aizawa - Great Teacher Onizuka (1999)
- Joshua Langren - Gun X Sword
- Matsuri Kato - Gunparade March
- Reki - Haibane Renmei (2002)
- Maho Izawa - Le situazioni di Lui & Lei (1998)
- Nagi Yoshino - Jujutsu kaisen - Sorcery Fight
- Kensuke - Kinnikuman The Movie (2002)
- Dio Elaclaire - Last Exile
- Mitsune "Kitsune" Konno - Love Hina (2000), Love Hina Again (2002)
- Kaori Iba - Maburaho
- Eva Wei (Molly) - Oban Star-Racers
- Tashigi, Franky (giovane), Halta - One Piece
- Madoi Iroaya & Iceman.EXE - MegaMan NT Warrior
- Shirō Emiya (bambino) - Fate/stay night, Fate/Zero e Fate/stay night: Unlimited Blade Works
- Mira Nygus - Soul Eater
- Mokkun - Shōnen Onmyōji
- Miyuki Rokujou - Strawberry Panic! (2006)
- Miwan - Slayers Next

### Videogiochi
- Otoko Hotaruzuka e Shirō Emiya (bambino) in Fate/hollow ataraxia
- Xing Cai in Dynasty Warriors 5
- Pixel in Graffiti Kingdom
- Nagi Yoshino in Jujutsu Kaisen Cursed Clash
- Carian Lora in Magna Carta: Tears of Blood
- IceMan.EXE in Mega Man Network Transmission
- Lumine in Mega Man X8
- Alfred in Reveal Fantasia: Mariel to Yōsei Monogatari
- Taro Sega, Nurse e Big Sister in Segagaga
- Celsius, Chat in Tales of Eternia
- Hikari Hinomoto - Tokimeki Memorial 2
- Veemon in Kids Station: Digimon Park, Digimon Rumble Arena, Digimon Racing e Digimon Rumble Arena 2